# Pancovia turbinata
Pancovia turbinata är en kinesträdsväxtart som beskrevs av Ludwig Radlkofer. Pancovia turbinata ingår i släktet Pancovia och familjen kinesträdsväxter. Inga underarter finns listade i Catalogue of Life.